# Quintaria aquatica
Quintaria aquatica är en svampart som beskrevs av K.D. Hyde & Goh 1999. Quintaria aquatica ingår i släktet Quintaria och familjen Lophiostomataceae.   Inga underarter finns listade i Catalogue of Life.